# Музика Бахша из Хорасана
Музика Бахша из Хорасана обухвата збирке поезије, књижевности, гнозе и етике. Називом бахши означавају се музичари са севера Хорасана и Туркменистана.
Бахши су познати по својим музичким вештинама на дотару, дуговратој лаути са две жице, а такође су певачи, приповедачи, текстописци и композитори. Бахши из Хорасана који живе у северном делу покрајине, чије је главно занимање пољопривреда, спадају у најаутентичније извођаче дотара. Они препричавају исламске и гностичке песме и епове са митолошким, историјским или легендарним темама. Због тога, друштвена улога Бакша надилази обично приповедање, и одређује их као судије, посреднике и исцелитеље, као и чуваре етничке и регионалне културне баштине њихове заједнице. Њихова музика, позната као магами, састоји се од инструменталних и/или вокалних комада, извођених на турском, курдском, персијском и туркменском језику. Наваји је најраспрострањенији облик магама: разнолик, вокални, без ритма и праћен гностичким песмама. Остали примери укључују турски магам таџнис и герајели, верске теме шакатајиа и лој, старински романтични магам, који припада Корманџ Курдима Северног Хорасана. Бахши сматрају једну жицу дотара мушком, а другу женском, мушка жица остаје отворена, док се женска користи за свирање главне мелодије.
Бахши музика преноси се кроз традиционалну обуку са мајстора на ученика, која је ограничена на мушке чланове породице или суседа, или кроз модерне методе, у којој мајстор обучава више ученика оба пола из различитих средина. На Унеско листу нематеријалног културног наслеђа уврштена је 2010. године.